# Rudolf Schikora
Rudolf Schikora (25. září 1890 Hošťálkovice – 27. srpna 1962 Štemplovec) byl řeholník a katolický kněz. Působil jako středoškolský profesor, misionář, exercitátor, redaktor a spisovatel.

## Život
Rudolf Schikora se narodil 25. září 1890 v Hošťálkovicích. Jeho otec Peter Schikora provozoval v Hošťálkovicích obchod a hospodu. Zatímco domov a kostel znamenal pro děti rozvíjení moravského cítění, říšskoněmecká škola naopak znamenala tuhou germanizaci. V roce 1901 začal jedenáctiletý Rudolf studovat na Katolickém klasickém gymnáziu v Hlubčicích, pak přestoupil na Královské katolické gymnázium svatého Matěje ve Vratislavi, kde studium završil složením maturitní zkoušky 3. března 1910.
Rozhodl se pro kněžství. Studoval na bohoslovecké fakultě Královské pruské univerzity ve Vratislavi, duchovní formace probíhala v místním arcibiskupském semináři. Po čtyřech letech byl 18. června 1914 v katedrále sv. Jana Křtitele ve Vratislavi vysvěcen na kněze pro olomouckou arcidiecézi. Primice se konala ve čtvrtek 25. června 1914 v kostele v Hošťálkovicích.
Prvním působištěm novokněze byla obec Hať, po třech letech byl ustanoven kaplanem v Hlučíně. Zde prožil nejen konec první světové války, ale i připojení Hlučínska k Československu. De facto každý z místních musel dříve nebo později řešit otázku své národnostní identity a státní příslušnosti. Tato otázka vyvstala i před P. Rudolfem a on ji rozřešil „po hlučínsku“: Byl „místní“, „naš paterek“ či „synek od Petera“. Jako rodák rozuměl duši svých farníků. Věnoval se pastoraci německy i česky mluvící mládeže, byl předsedou Krajského sdružení katolických mládežnických spolků (Bezirksverband der katholischen Jünglingsvereinigungen), přijal místo profesora náboženství na nově zřízeném českém gymnáziu v Hlučíně.
Další pole působnosti, které se mladému knězi otevřelo, bylo pořádání duchovních cvičení pro laiky, tzv. exercicií. Pro jejich konání získal v Hlučíně prázdný dům č. 409, vybavil jej a přizpůsobil pro potřeby exercicií. V srpnu 1924 proběhl první exerciční kurz a po něm následovaly další. V roce 1927 začal pravidelně – v rámci edice, kterou pojmenoval Životem – vydávat vzdělávací brožurky formátu A7 o 32 stranách, za rok celkem 24 čísel. Jejich smyslem bylo, aby zachytily a zaujaly, aby získaly pro duchovní zájmy každého čtenáře.
Přes úspěšnou činnost pedagogickou, exerciční i tiskovou pociťoval mladý kněz nespokojenost s dosavadním způsobem svého kněžského života. V roce 1928 nastoupil do noviciátu redemptoristů v Českých Budějovicích. Po roční formaci a složení řeholních slibů se v závěru roku 1929 na Ostravsko vrátil. Kmenově nyní patřil do kláštera redemptoristů v Moravské Ostravě u kostela sv. Václava (dnešní budova Televize Noe), ale na základě pokynu představených se věnoval Exercičnímu domu v Hlučíně.
K edici Životem přidal ještě tisk drobných modliteb, letáčků, plakátů, krátkých poučení, obrázků, propagačních materiálů, a z nich vytvářel tzv. Hlučínské pastorační pomůcky. Vydával také levný, širokým vrstvám určený dvojlist Posel pravdy, který úderně aktualizoval některé ze společensko-náboženských témat. Za dobu trvání Exercičního domu v Hlučíně (1924–1938) v něm vykonalo duchovní cvičení cca 20 000 exercitantů, bylo vydáno 312 tematických brožurek edice Životem, 208 čísel Posla pravdy a nespočetné množství pastoračních pomůcek.
Slibný rozvoj tohoto díla zastavily události podzimu 1938, které znamenaly likvidaci hlučínského Exercičního domu. Budova musela být vyklizena a její zařízení odvezeno do kláštera v Moravské Ostravě. P. Rudolf okamžitě hledal cesty, jak pokračovat ve své práci. Získal nový dům ve Frýdku u baziliky Navštívení Panny Marie, provedl potřebné rekonstrukce a dostavbu a v polovině roku 1939 začal nový exerciční dům s klášterem pracovat. Činnost řeholní komunity ovšem neunikla pozornosti gestapa, které 6. února 1941 činnost exercičního domu úředně zastavilo, majetek zkonfiskovalo a budovy předalo Hitlerjugend. Řeholníci odešli do jiných klášterů, P. Rudolf se odstěhoval do kláštera v Moravské Ostravě.
Na začátku května 1945 – po ukončení vojenských operací – se P. Rudolf do Frýdku vrátil a okamžitě se pustil do práce. Již v červnu 1945 vyšlo první číslo nového, pro kněze v pastoraci určeného týdeníku Dobrý Pastýř. Byla obnovena edice Životem i vydávání Posla pravdy. Nově se věnoval vydávání knižních publikací pastoračního zaměření. Mezi nejvýznamnější patřil v roce 1946 publikovaný český překlad Nového zákona kapesního formátu a v roce 1947 jím vlastnoručně sepsaný soubor životopisů světců pod názvem Naše světla. Obnovil také konání exercičních kurzů.
Další zlom v životě P. Rudolfa nastal po uchopení moci ve státě komunisty 25. února 1948. Projevilo se to okamžitě. Již 27. února 1948 byla P. Rudolfovi odebrána tisková licence. Následující den byla provedena domovní prohlídka, byl zabaven tiskařský stroj a zapečetěny všechny místnosti, kde byly uloženy dosud nevyexpedované tiskoviny. V březnu 1950 bylo zakázáno konání duchovních cvičení a Akce K v noci ze 13. na 14. dubna 1950 pak znamenala konec veškeré činnosti všech řeholníků (nejen redemptoristů) v Československu. P. Rudolf byl zatčen a odvezen do internačního tábora v Želivu. Odtud byl v červnu 1951 převezen do obce Moravec na Českomoravské vysočině, kde byl komunisty zřízen střežený Charitní domov pro staré a nemohoucí kněze. V listopadu 1951 byl odtud odeslán do Štemplovce u Opavy, aby tam sloužil jako kněz internované komunitě Školských sester de Notre Dame v Charitním domově. U nich prožil posledních jedenáct let svého života.
Nebyl to ale život poklidný. Stálý dozor StB vyvrcholil v roce 1961 několika bezohlednými domovními prohlídkami a výslechy. P. Rudolf sice nebyl zatčen a ani z ničeho obžalován, ale situace byla pro více než sedmdesátiletého pána tak stresová, že poznamenala jeho psychiku a to se projevilo i na jeho fyzickém zdraví. V srpnu 1962 musel být P. Rudolf odvezen do opavské nemocnice. Jeho zdravotní stav se nepodařilo stabilizovat. V pondělí 27. srpna ráno už bylo zřejmé, že se blíží poslední chvíle. P. Rudolf byl zaopatřen a na žádost sester převezen do Štemplovce, kde týž den večer vydechl naposled. Pohřeb se konal ve čtvrtek 30. srpna 1962. Po smuteční bohoslužbě bylo tělo zesnulého uloženo na místním hřbitově v Neplachovicích.

## Hrob a upomínkový obrázek

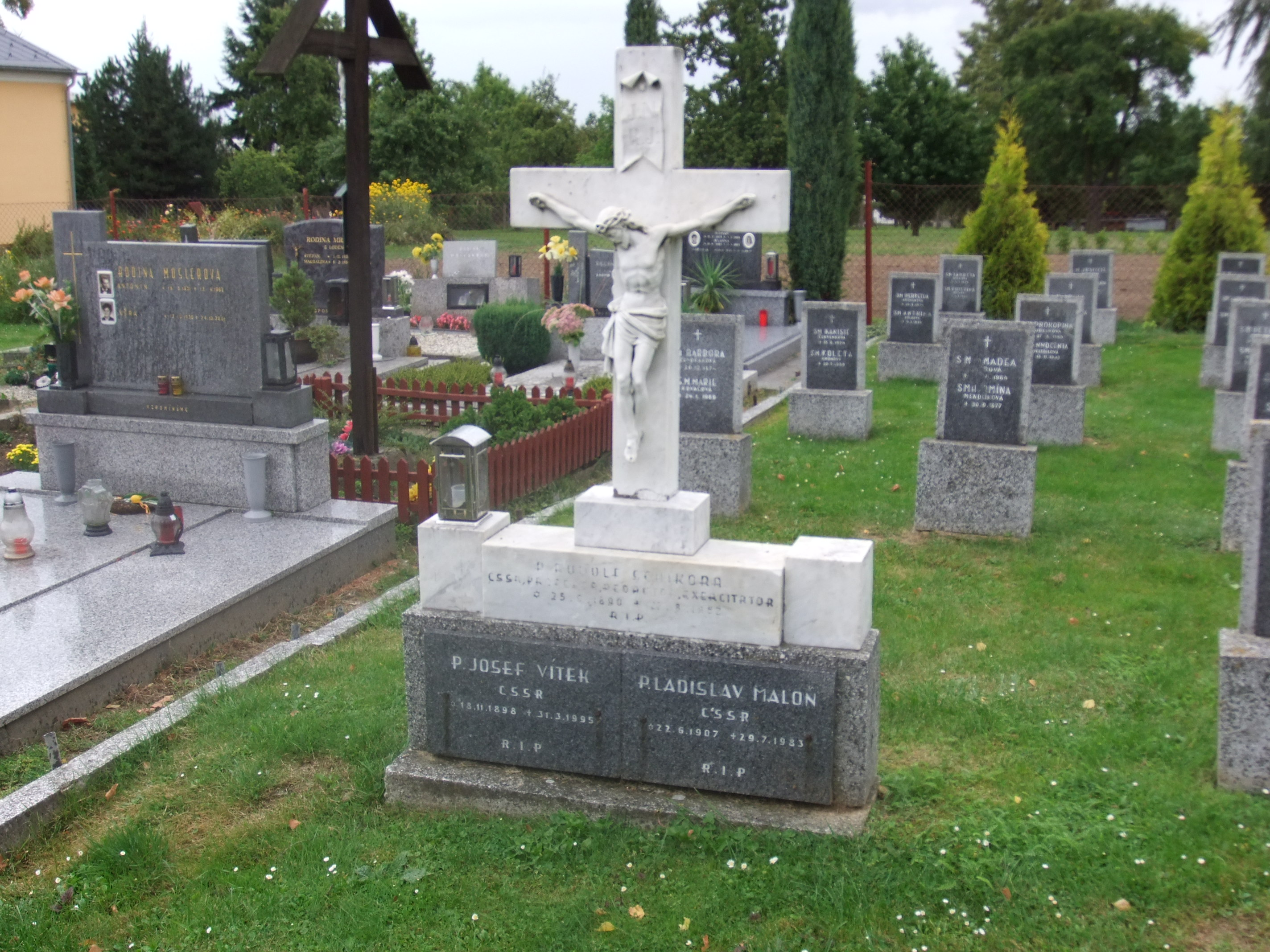
Hrob Rudolfa Schikory v Neplachovicích
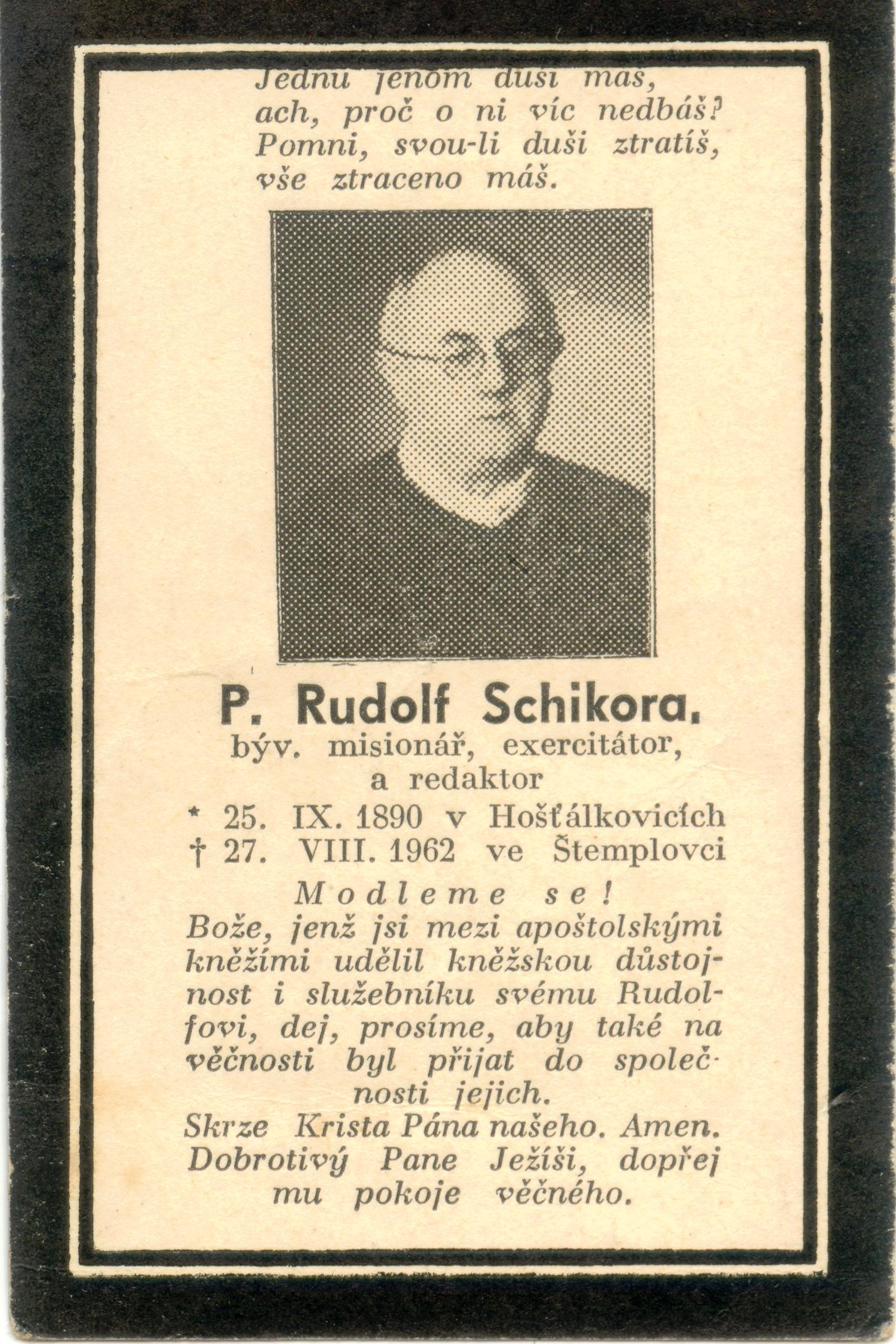
Upomínkový obrázek